# Liste des comtesses et duchesses d'Anjou
Cet article présente la liste des comtesses et duchesses d’Anjou, de plein droit ou par mariage.

## Ingelgeriens (930-1060)
| Portrait | Nom (dates)                             | Époux                                                                               | Titres | Famille |
| -------- | --------------------------------------- | ----------------------------------------------------------------------------------- | --- | --- |

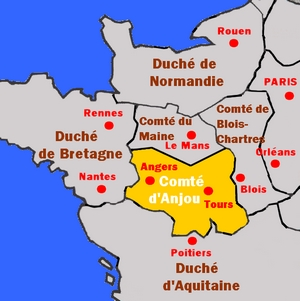
Le comté d'Anjou vers 1050.

|          | Roscille de Loches                      | - Foulques Ier d'Anjou                                                              | - Vicomtesse de Tours (898-909) - Vicomtesse d'Angers (898-930) - Comtesse de Nantes (909-919) - Comtesse d'Anjou (930-942)                                 | - Fille de Garnier de Loches et de Tescende. - Mère de Foulques II d'Anjou et de Roscille d'Anjou.                                                                                         |
|          | Gerberge (?-952)                        | - Foulques II d'Anjou                                                               | - Comtesse d'Anjou (942-952) | - Mère de Geoffroy Ier d'Anjou, de Guy d'Anjou et d'Adélaïde d'Anjou. |
|          | Mère de Drogon de Bretagne (925-?)      | - Alain II de Bretagne (mariage en 948) - Foulques II d'Anjou (mariage en 954)      | - Duchesse de Bretagne et comtesse de Nantes (948-952) - Comtesse d'Anjou (954-960)                                                                         | - Princesse de la Maison de Blois. Fille de Thibault l'Ancien et de Richilde du Maine. - Mère de Drogon de Bretagne.                                                                       |
|          | Adèle de Vermandois (950-974)           | - Geoffroy Ier d'Anjou (mariage en 965)                                             | - Comtesse d'Anjou (965-974) | - Princesse de la dynastie des Carolingiens. Fille de Robert Ier de Meaux et d'Adélaïde Werra. - Mère d'Ermengarde d'Anjou et de Foulques III d'Anjou.                                     |
|          | Adelais                                 | - Lambert de Chalon - Geoffroy Ier d'Anjou (mariage en 979)                         | - Comtesse de Chalon (?-979) - Comtesse d'Anjou (979-987)                                                                                                   | |
|          | Elisabeth de Vendôme (?-1000)           | - Foulques III d'Anjou                                                              | - Comtesse d'Anjou (987-1000) | - Princesse de la dynastie des Bouchardides. Fille de Bouchard Ier de Vendôme et d'Elisabeth Le Riche. - Mère d'Adèle de Vendôme-Anjou.                                                    |
|          | Hildegarde de Haute-Lorraine de Sundgau | - Foulques III d'Anjou (mariage en 1001)                                            | - Comtesse d'Anjou (1001-1040) | - Mère de Geoffroy II d'Anjou et d'Ermengarde d'Anjou. |
|          | Agnès de Bourgogne (990-1068)           | - Guillaume V d'Aquitaine (mariage en 1016) - Geoffroy II d'Anjou (mariage en 1032) | - Duchesse d'Aquitaine et comtesse de Poitiers (1016-1030) - Comtesse de Vendôme (1032-1049) - Comtesse d'Anjou (1040-1049) - Comtesse de Tours (1044-1049) | - Princesse de la Maison d'Ivrée. Fille d'Otte-Guillaume de Bourgogne et d'Ermentrude de Roucy. - Mère de Guillaume VII d'Aquitaine, de Guillaume VIII d'Aquitaine et d'Agnès d'Aquitaine. |
|          | Grécie de Langeais                      | - Berlay Ier de Montreuil - Geoffroy II d'Anjou                                     | - Comtesse d'Anjou | |
|          | Adèle                                   | - Geoffroy II d'Anjou                                                               | - Comtesse d'Anjou | |
|          | Adélaïde de Theutonice                  | - Geoffroy II d'Anjou                                                               | - Comtesse d'Anjou (?-1060) | |

## Maison Plantagenêt (1060-1204)
| Portrait | Nom (dates)                      | Époux                                                                              | Titres | Famille | Armoiries |
| -------- | -------------------------------- | ---------------------------------------------------------------------------------- | --- | --- | --------- |

L'Empire Plantagenêt en 1154.

|          | Julienne de Langeais             | - Geoffroy III d'Anjou (mariage en 1060)                                           | - Comtesse d'Anjou, de Tours et de Gâtinais (1060-1068) | - Fille d'Hamelin de Langeais. |           |
|          | Hildegarde de Beaugency          | - Foulques IV d'Anjou                                                              | - Comtesse d'Anjou et de Tours (1068-?) | - Fille de Lancelin II de Beaugency. - Mère d'Ermengarde d'Anjou. |           |
|          | Ermengarde de Bourbon            | - Foulques IV d'Anjou - Guillaume de Jaligny                                       | - Comtesse d'Anjou et de Tours | - Princesse de la Maison de Bourbon. Fille d'Archambaud IV de Bourbon et de Béliarde. - Mère de Geoffroy IV d'Anjou. |           |
|          | Orengarde de Châtellailon        | - Foulques IV d'Anjou (mariage en 1076)                                            | - Comtesse d'Anjou et de Tours (1076-1080) | - Fille d'Isembard de Châtellailon. |           |
|          | Mantia de Brienne                | - Foulques IV d'Anjou                                                              | - Comtesse d'Anjou et de Tours | - Princesse de la Maison de Brienne. Fille de Gautier Ier de Brienne et d'Eustachie de Tonnerre. |           |
|          | Bertrade de Montfort (1070-1117) | - Foulques IV d'Anjou (mariage en 1089) - Philippe Ier de France (mariage en 1092) | - Comtesse d'Anjou et de Tours (1089-1092) - Reine des Francs (1092-1104) | - Princesse de la Maison de Montfort-l'Amaury. Fille de Simon Ier de Montfort et d’Agnès d’Évreux. - Mère de Foulques V d'Anjou et de Philippe de Mantes. |           |
|          | Erembourg du Maine (?-1126)      | - Foulques V d'Anjou (mariage en 1110)                                             | - Comtesse du Maine (de plein droit, 1110-1126) - Comtesse d'Anjou et de Tours (1110-1126) | - Princesse de la Maison de La Flèche. Fille d'Élie Ier de la Flèche et de Mathilde de Château du Loir. - Mère de Geoffroy V d'Anjou, d'Elie II d'Anjou et de Sibylle d'Anjou. |           |
|          | Mathilde l'Emperesse (1102-1167) | - Henri V du Saint-Empire (mariage en 1114) - Geoffroy V d'Anjou (mariage en 1128) | - Impératrice du Saint-Empire (1114-1125) - Comtesse d'Anjou, de Tours et du Maine (1129-1151) - Dame des Anglais et duchesse de Normandie (de plein droit, 1141) - Duchesse de Normandie (1144-1150)                                            | - Princesse de la dynastie des Rollonides. Fille d'Henri Ier d'Angleterre et de Mathilde d'Écosse. - Mère d'Henri II d'Angleterre, de Geoffroy VI d'Anjou et de Guillaume FitzEmperesse. |           |
|          | Aliénor d'Aquitaine (1122-1204)  | - Louis VII de France (mariage en 1137) - Henri II d'Angleterre (mariage en 1152)  | - Duchesse d'Aquitaine et comtesse de Poitiers (de plein droit, 1137-1204) - Reine de France (1137-1152) - Duchesse de Normandie, comtesse d'Anjou et du Maine (1152-1189) - Reine d'Angleterre (1154-1189)                                      | - Princesse de la Maison de Poitiers-Aquitaine. Fille de Guillaume X d'Aquitaine et d'Aénor de Châtellerault. - Mère de Marie de France, d'Alix de France, d'Henri le Jeune, de Mathilde d'Angleterre, de Richard Cœur de Lion, de Geoffroy II de Bretagne, d'Aliénor d'Angleterre, de Jeanne d'Angleterre et de Jean sans Terre.                        |           |
|          | Bérengère de Navarre (1163-1230) | - Richard Cœur de Lion (mariage en 1191)                                           | - Reine d'Angleterre, duchesse de Normandie, comtesse d'Anjou et du Maine (1191-1199) - Comtesse usufruitière du Maine (1204-1230) | - Princesse de la Maison de Jiménez. Fille de Sanche VI de Navarre et de Sancha de Castille. |           |
|          | Isabelle d'Angoulême (1188-1246) | - Jean sans Terre (mariage en 1200) - Hugues X de Lusignan (mariage en 1220)       | - Reine d'Angleterre (1200-1216) - Duchesse de Normandie, comtesse d'Anjou et du Maine (1200-1204) - Comtesse d'Angoulême (de plein droit, 1202-1246) - Duchesse d'Aquitaine (1204-1216) - Comtesse de La Marche et dame de Lusignan (1220-1246) | - Princesse de la Maison Taillefer. Fille d'Aymar Taillefer et d'Alice de Courtenay. - Mère d'Henri III d'Angleterre, de Richard de Cornouailles, de Jeanne d'Angleterre, d'Isabelle d'Angleterre, d'Aliénor d'Angleterre, d'Hugues XI de Lusignan, d'Alice de Lusignan, de Geoffroy III de Lusignan, de Guillaume de Valence et d'Isabelle de Lusignan. |           |

## Maison capétienne d'Anjou-Sicile (1219-1299)
| Portrait | Nom (dates)                                  | Époux                                   | Titres | Famille | Armoiries |
| -------- | -------------------------------------------- | --------------------------------------- | --- | --- | --------- |
|          | Béatrice de Provence (1229-1267)             | - Charles Ier d'Anjou (mariage en 1246) | - Comtesse de Provence et de Forcalquier (de plein droit, 1245-1267) - Comtesse d'Anjou et du Maine (1246-1267) - Reine de Sicile et de Naples, princesse de Tarente (1266-1267)                                                  | - Princesse de la Maison de Barcelone. Fille de Raymond-Bérenger IV de Provence et de Béatrice de Savoie. - Mère de Blanche d'Anjou, de Béatrice de Sicile, de Charles II d'Anjou et d'Isabelle d'Anjou. |           |
|          | Marguerite de Bourgogne-Tonnerre (1250-1308) | - Charles Ier d'Anjou (mariage en 1268) | - Comtesse de Tonnerre (de plein droit, 1262-1308) - Reine de Sicile (1268-1282) - Reine de Naples, princesse de Tarente, comtesse d'Anjou et du Maine (1268-1285) - Reine d'Albanie (1272-1285) - Princesse d'Achaïe (1278-1285) | - Princesse de la Maison capétienne de Bourgogne. Fille d'Eudes de Bourgogne et de Mathilde II de Bourbon. |           |
|          | Marie de Hongrie (1257-1323)                 | - Charles II d'Anjou (mariage en 1270)  | - Comtesse de Provence et de Forcalquier (1270-1309) - Reine de Naples (1285-1309) - Reine d'Albanie et princesse de Tarente (1285-1294) - Comtesse d'Anjou et du Maine (1285-1290) - Princesse d'Achaïe (1285-1289)              | - Princesse de la dynastie Árpád. Fille d'Etienne V de Hongrie et d'Élisabeth la Coumane. - Mère de Charles Martel de Hongrie, de Marguerite d'Anjou, de Louis d'Anjou, de Robert Ier de Naples, de Philippe Ier de Tarente, de Blanche d'Anjou, d'Éléonore d'Anjou, de Marie d'Anjou, de Jean de Durazzo et de Béatrice d'Anjou. |           |
|          | Marguerite d'Anjou (1273-1299)               | - Charles de Valois (mariage en 1290)   | - Comtesse d'Anjou et du Maine (de plein droit, 1290-1299) - Comtesse de Valois, d'Alençon et de Chartres (1290-1299) | - Princesse de la Maison capétienne d'Anjou-Sicile. Fille de Charles II d'Anjou et de Marie de Hongrie. - Mère d'Isabelle de Valois, de Philippe VI de France, de Jeanne de Valois, de Marguerite de Valois et de Charles II d'Alençon.                                                                                           |           |

## Maison de Valois (1299-1351)
| Portrait | Nom (dates)                       | Époux                                                                           | Titres | Famille | Armoiries |
| -------- | --------------------------------- | ------------------------------------------------------------------------------- | --- | --- | --------- |
|          | Jeanne de Bourgogne (1293-1349)   | - Philippe VI de France (mariage en 1313)                                       | - Comtesse d'Anjou et du Maine (1314-1328) - Comtesse de Valois (1325-1328) - Reine de France (1328-1349)                                                   | - Princesse de la Maison capétienne de Bourgogne. Fille de Robert II de Bourgogne et d'Agnès de France. - Mère de Jean II de France et de Philippe d'Orléans. |           |
|          | Bonne de Luxembourg (1315-1349)   | - Jean II de France (mariage en 1332)                                           | - Duchesse de Normandie, comtesse d'Anjou et du Maine (1332-1349)                                                                                           | - Princesse de la Maison de Luxembourg. Fille de Jean Ier de Bohême et d'Élisabeth de Bohême. - Mère de Charles V de France, de Louis Ier d'Anjou, de Jean Ier de Berry, de Philippe II de Bourgogne, de Jeanne de France, de Marie de France et d'Isabelle de France. |           |
|          | Jeanne Ire d'Auvergne (1326-1360) | - Philippe de Bourgogne (mariage en 1338) - Jean II de France (mariage en 1350) | - Comtesse d'Auvergne et de Boulogne (de plein droit, 1332-1360) - Duchesse de Normandie, comtesse d'Anjou et du Maine (1350) - Reine de France (1350-1360) | - Princesse de la Maison d'Auvergne. Fille de Guillaume XII d'Auvergne et de Marguerite d'Évreux. - Mère de Philippe Ier de Bourgogne. |           |

## Maison de Valois-Anjou (1351-1481)
| Portrait | Nom (dates)                          | Époux | Titres | Famille | Armoiries |
| -------- | ------------------------------------ | --- | --- | --- | --------- |
|          | Marie de Blois (1345-1404)           | - Louis Ier d'Anjou (mariage en 1360)                                                                                      | - Dame de Guise (de plein droit, 1360-1404) - Duchesse d'Anjou et de Touraine, comtesse du Maine (1360-1384) - Duchesse de Calabre (1380-1382) - Reine de Naples et comtesse de Provence (1382-1384)                                    | - Princesse de la Maison de Blois. Fille de Charles de Blois et de Jeanne de Penthièvre. - Mère de Louis II d'Anjou.                                                                                          |           |
|          | Yolande d'Aragon (1380-1442)         | - Louis II d'Anjou (mariage en 1400)                                                                                       | - Reine de Naples, duchesse d'Anjou et de Touraine, comtesse du Maine et de Provence (1400-1417) - Dame de Guise (1404-1417) | - Princesse de la Maison de Barcelone. Fille de Jean Ier d'Aragon et de Yolande de Bar. - Mère de Louis III d'Anjou, de Marie d'Anjou, de René d'Anjou, de Yolande d'Anjou et de Charles IV du Maine.         |           |
|          | Marguerite de Savoie (1420-1479)     | - Louis III d'Anjou (mariage en 1431) - Louis IV du Palatinat (mariage en 1445) - Ulrich V de Wurtemberg (mariage en 1453) | - Reine de Naples, duchesse d'Anjou, comtesse du Maine, de Provence et de Guise (1431-1434) - Duchesse de Calabre (1432-1434) - Électrice palatine (1445-1449) - Comtesse de Wurtemberg (1453-1479)                                     | - Princesse de la Maison de Savoie. Fille d'Amédée VIII de Savoie et de Marie de Bourgogne. - Mère de Philippe Ier du Palatinat.                                                                              |           |
|          | Isabelle Ire de Lorraine (1410-1453) | - René d'Anjou (mariage en 1420)                                                                                           | - Comtesse de Guise (1420-1425) - Duchesse de Bar (1430-1453) - Duchesse de Lorraine (de plein droit, 1431-1453) - Duchesse de Calabre (1434-1435) - Duchesse d'Anjou et comtesse de Provence (1434-1453) - Reine de Naples (1435-1442) | - Princesse de la Maison de Lorraine. Fille de Charles II de Lorraine et de Marguerite de Wittelsbach. - Mère de Jean II de Lorraine, de Louis d'Anjou-Commercy, de Yolande d'Anjou et de Marguerite d'Anjou. |           |
|          | Jeanne de Laval (1433-1498)          | - René d'Anjou (mariage en 1454)                                                                                           | - Reine de Naples, duchesse d'Anjou et de Bar, comtesse du Maine et de Provence (1454-1480) | - Princesse de la Maison de Laval. Fille de Guy XIV de Laval et d'Isabelle de Bretagne. |           |

## Maison de Savoie (1515-1531)
| Portrait | Nom (dates)                  | Époux                                 | Titres | Famille | Armoiries |
| -------- | ---------------------------- | ------------------------------------- | --- | --- | --------- |
|          | Louise de Savoie (1476-1531) | - Charles d'Orléans (mariage en 1488) | - Comtesse puis duchesse d'Angoulême (1488-1496 puis par apanage 1515-1531) - Duchesse d'Anjou et comtesse du Maine (par apanage, 1515-1531) - Régente de France (1515-1516 puis 1524-1526) - Duchesse de Bourbon et d'Auvergne, comtesse de Forez, de Clermont et de la Marche, dame de Beaujeu (par apanage, 1522-1531) | - Princesse de la Maison de Savoie. Fille de Philippe II de Savoie et de Marguerite de Bourbon. - Mère de Marguerite d'Angoulême et de François Ier de France. |           |